# 納戈爾斯克區

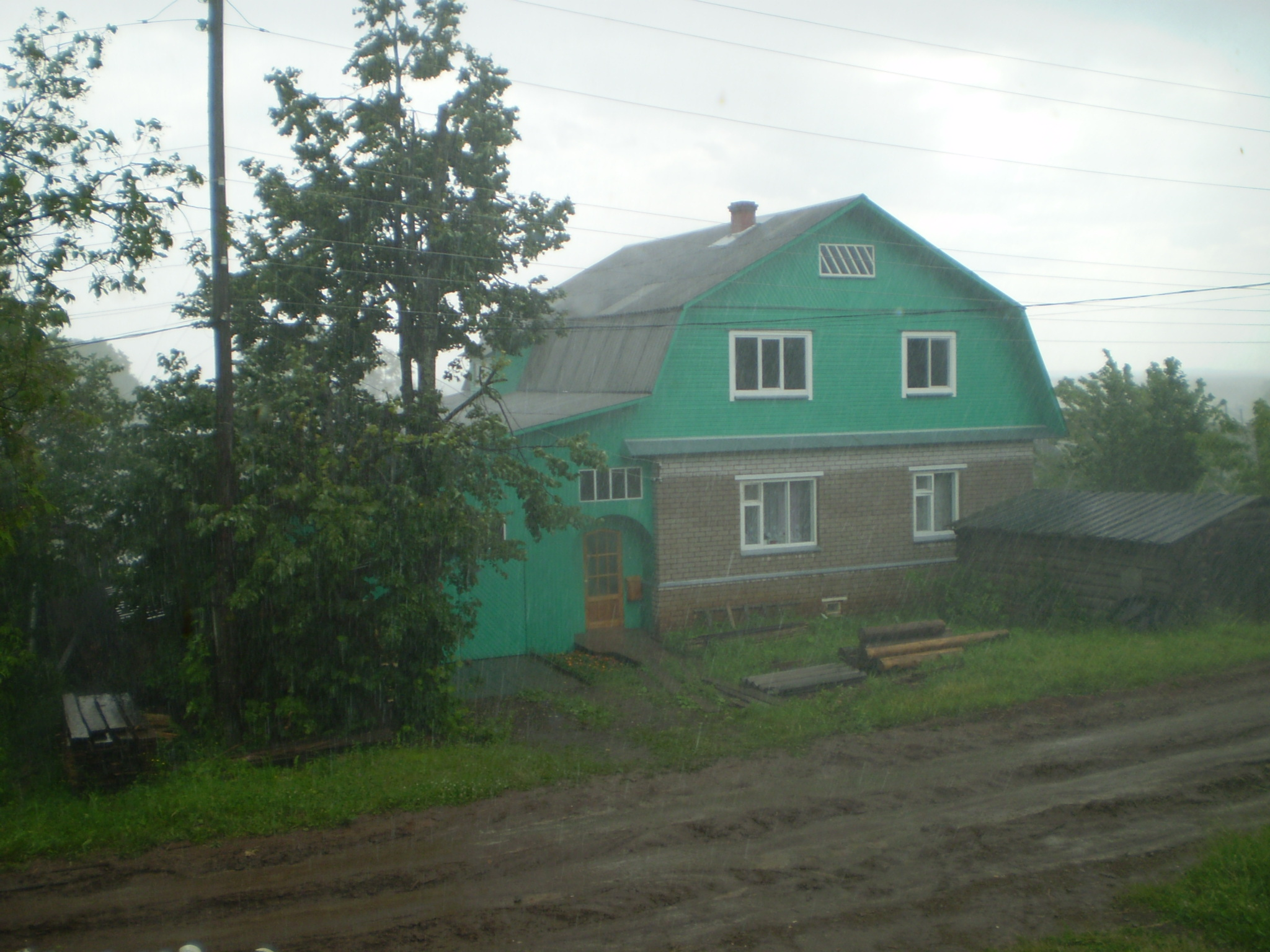

59°19′N 50°47′E / 59.317°N 50.783°E
納戈爾斯克區（俄语：Нагорский район），是俄羅斯的一個區，位於該國西部，由基洛夫州負責管轄，面積7,236平方公里，2010年該區人口10,336，人口密度每平方公里1.43人。